# Premi Oscar 1997
La 69ª edizione della cerimonia di premiazione dei Premi Oscar si è tenuta il 24 marzo 1997 allo Shrine Auditorium di Los Angeles. Il conduttore della serata è stato l'attore comico statunitense Billy Crystal.

## Vincitori e candidati
Vengono di seguito indicati in grassetto i vincitori. Dove ricorrente e disponibile, viene indicato il titolo in lingua italiana e quello in lingua originale tra parentesi.

### Miglior film
- Il paziente inglese (The English Patient), regia di Anthony Minghella
- Fargo, regia di Joel Coen
- Jerry Maguire, regia di Cameron Crowe
- Segreti e bugie (Secrets and Lies), regia di Mike Leigh
- Shine, regia di Scott Hicks

### Miglior regia
- Anthony Minghella - Il paziente inglese (The English Patient)
- Joel Coen - Fargo
- Miloš Forman - Larry Flynt - Oltre lo scandalo (The People vs. Larry Flynt)
- Mike Leigh - Segreti e bugie (Secrets and Lies)
- Scott Hicks - Shine

### Miglior attore protagonista
- Geoffrey Rush - Shine
- Tom Cruise - Jerry Maguire
- Ralph Fiennes - Il paziente inglese (The English Patient)
- Woody Harrelson - Larry Flynt - Oltre lo scandalo (The People vs. Larry Flynt)
- Billy Bob Thornton - Lama tagliente (Sling Blade)

### Migliore attrice protagonista
- Frances McDormand - Fargo
- Brenda Blethyn - Segreti e bugie (Secrets and Lies)
- Diane Keaton - La stanza di Marvin (Marvin's Room)
- Kristin Scott Thomas - Il paziente inglese (The English Patient)
- Emily Watson - Le onde del destino (Breaking the Waves)

### Miglior attore non protagonista
- Cuba Gooding Jr. - Jerry Maguire
- William H. Macy - Fargo
- Armin Mueller-Stahl - Shine
- Edward Norton - Schegge di paura (Primal Fear)
- James Woods - L'agguato - Ghosts from the Past (Ghosts of Mississippi)

### Migliore attrice non protagonista
- Juliette Binoche - Il paziente inglese (The English Patient)
- Joan Allen - La seduzione del male (The Crucible)
- Lauren Bacall - L'amore ha due facce (The Mirror Has Two Faces)
- Barbara Hershey - Ritratto di signora (The Portrait of a Lady)
- Marianne Jean-Baptiste - Segreti e bugie (Secrets and Lies)

### Miglior sceneggiatura non originale
- Billy Bob Thornton - Lama tagliente (Sling Blade)
- Arthur Miller - La seduzione del male (The Crucible)
- Anthony Minghella - Il paziente inglese (The English Patient)
- Kenneth Branagh - Hamlet
- John Hodge - Trainspotting

### Miglior sceneggiatura originale
- Joel ed Ethan Coen - Fargo
- Cameron Crowe - Jerry Maguire
- John Sayles - Stella solitaria (Lone Star)
- Mike Leigh - Segreti e bugie (Secrets and Lies)
- Jan Sardi e Scott Hicks - Shine

### Miglior film straniero
- Kolya, regia di Jan Svěrák (Repubblica Ceca)
- Il prigioniero del Caucaso (Kavkazskiy plennik), regia di Sergej Vladimirovič Bodrov (Russia)
- Ridicule, regia di Patrice Leconte (Francia)
- A Chief in Love (Shekvarebuli kulinaris ataserti retsepti), regia di Nana Dzhordzhadze (Georgia)
- Gli angeli della domenica (Søndagsengler), regia di Berit Nesheim (Norvegia)

### Miglior fotografia
- John Seale - Il paziente inglese (The English Patient)
- Darius Khondji - Evita
- Roger Deakins - Fargo
- Caleb Deschanel - L'incredibile volo (Fly Away Home)
- Chris Menges - Michael Collins

### Miglior scenografia
- Stuart Craig e Stephenie McMillan - Il paziente inglese (The English Patient)
- Bo Welch e Cheryl Carasik - Piume di struzzo (The Birdcage)
- Brian Morris e Philippe Turlure - Evita
- Tim Harvey - Hamlet
- Catherine Martin e Brigitte Broch - Romeo + Giulietta di William Shakespeare (William Shakespeare's Romeo + Juliet)

### Migliori costumi
- Ann Roth - Il paziente inglese (The English Patient)
- Paul Brown - Angeli e insetti (Angels & Insects)
- Ruth Myers - Emma
- Alexandra Byrne - Hamlet (Hamlet)
- Janet Patterson - Ritratto di signora (The Portrait of a Lady)

### Miglior trucco
- Rick Baker e David LeRoy Anderson - Il professore matto (The Nutty Professor)
- Matthew W. Mungle e Deborah La Mia Denaver - L'agguato - Ghosts from the Past (Ghosts of Mississippi)
- Michael Westmore, Scott Wheeler e Jake Garber - Star Trek: Primo contatto (Star Trek: First Contact)

### Migliori effetti speciali
- Volker Engel, Douglas Smith, Clay Pinney e Joe Viskocil - Independence Day
- Scott Squires, Phil Tippett, James Straus e Kit West - Dragonheart
- Stefen Fangmeier, John Frazier, Habib Zargarpour e Henry LaBounta - Twister

### Miglior montaggio
- Walter Murch - Il paziente inglese (The English Patient)
- Gerry Hambling - Evita
- Roderick Jaynes - Fargo
- Joe Hutshing - Jerry Maguire
- Pip Karmel - Shine

### Miglior sonoro
- Walter Murch, Mark Berger, David Parker e Chris Newman - Il paziente inglese (The English Patient)
- Andy Nelson, Anna Behlmer e Ken Weston - Evita
- Chris Carpenter, Bill W. Benton, Bob Beemer e Jeff Wexler - Independence Day
- Kevin O'Connell, Greg P. Russell e Keith A. Wester - The Rock
- Steve Maslow, Gregg Landaker, Kevin O'Connell e Geoffrey Patterson - Twister

### Miglior montaggio sonoro
- Bruce Stambler - Spiriti nelle tenebre (The Ghost and the Darkness)
- Richard L. Anderson e David A. Whittaker - Daylight - Trappola nel tunnel (Daylight)
- Alan Robert Murray e Bub Asman - L'eliminatore (Eraser)

### Migliore colonna sonora
- Musical o Commedia
  - Rachel Portman - Emma
  - Marc Shaiman - Il club delle prime mogli (The First Wives Club)
  - Alan Menken e Stephen Schwartz - Il gobbo di Notre Dame (The Hunchback of Notre Dame)
  - Randy Newman - James e la pesca gigante (James and the Giant Peach)
  - Hans Zimmer - Uno sguardo dal cielo (The Preacher's Wife)

- Drammatica
  - Gabriel Yared - Il paziente inglese (The English Patient)
  - Patrick Doyle - Hamlet (Hamlet)
  - Elliot Goldenthal - Michael Collins
  - David Hirschfelder - Shine
  - John Williams - Sleepers

### Miglior canzone
- You Must Love Me, musica di Andrew Lloyd Webber e testo di Tim Rice - Evita
- I've Finally Found Someone, musica e testo di Barbra Streisand, Marvin Hamlisch, Robert John Lange e Bryan Adams - L'amore ha due facce (The Mirror Has Two Faces)
- For the First Time, musica e testo di James Newton Howard, Jud Friedman e Allan Dennis Rich - Un giorno per caso (One Fine Day)
- That Thing You Do!, musica testo Adam Schlesinger - Music Graffiti (That Thing You Do!)
- Because You Loved Me, musica testo Diane Warren - Qualcosa di personale (Up Close & Personal)

### Miglior documentario
- Quando eravamo re (When We Were Kings), regia di Leon Gast
- The Line King: The Al Hirschfeld Story, regia di Susan Warms Dryfoos
- Mandela, regia di Angus Gibson e Jo Menell
- Suzanne Farrell: Elusive Muse, regia di Anne Belle e Deborah Dickson
- Tell the Truth and Run: George Seldes and the American Press, regia di Rick Goldsmith

### Miglior cortometraggio
- Dear Diary, regia di David Frankel
- De tripas, corazón, regia di Antonio Urrutia
- Ernst & lyset, regia di Anders Thomas Jensen e Tomas Villum Jensen
- Esposados, regia di Juan Carlos Fresnadillo
- Senza parole, regia di Antonello De Leo

### Miglior cortometraggio documentario
- Breathing Lessons: The Life and Work of Mark O'Brien, regia di Jessica Yu
- Cosmic Voyage, regia di Bayley Silleck
- An Essay on Matisse, regia di Perry Wolff
- Special Effects: Anything Can Happen, regia di Ben Burtt
- The Wild Bunch: An Album in Montage, regia di Paul Seydor

### Miglior cortometraggio d'animazione
- Quest, regia di Tyron Montgomery
- Canhead, regia di Timothy Hittle
- La Salla, regia di Richard Condie
- Wat's Pig, regia di Peter Lord

## Premi speciali

### Premio alla carriera
- Michael Kidd, in riconoscimento al suo servizio nell'arte della danza portata sullo schermo.

### Premio alla memoria Irving G. Thalberg
- Saul Zaentz